# خون دو رنگ دارد (فیلم ۱۹۷۹)
خون دو رنگ دارد (به هندی: Lahu Ke Do Rang) یا دو رنگ خون (به انگلیسی: The two colours of blood) فیلمی هندی محصول سال ۱۹۷۹ و به کارگردانی ماهش بات است. در این فیلم بازیگرانی همچون وینود کانا، شبانه اعظمی، دنی دنزونگپا، هلن، رانجیت و شامی ایفای نقش کرده‌اند.